# Àcid adrènic
L'àcid adrènic, de nom sistemàtic àcid (7Z,10Z,13Z,16Z)-docosa-7,10,13,16-tetraenoic, és un àcid carboxílic poliinsaturat de cadena lineal amb vint-i-dos àtoms de carboni, la qual fórmula molecular és {\displaystyle {\ce {C22H36O2}}}. En bioquímica és considerat un àcid gras ω-6, ja que té un doble enllaç C=C situat entre el carboni 6 i el 7 començant per l'extrem oposat al grup carboxil, i se simbolitza per C22:4 n-6 o AdA (de l'anglès adrenic acid). També té altres tres enllaços dobles conjugats, tots ells en disposició cis com el primer.

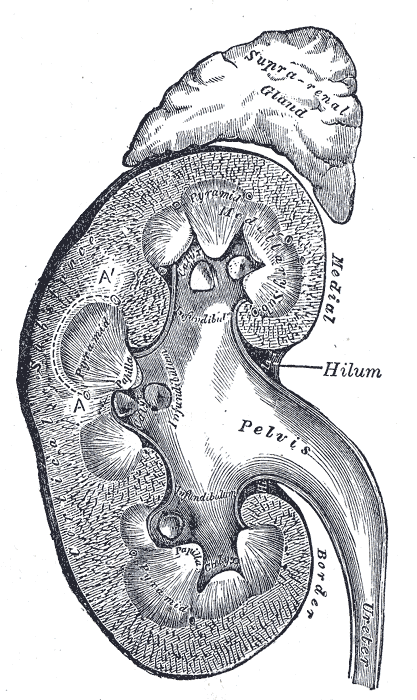
Dibuix d'un tall d'un ronyó amb la seva glàndula suprarenal a la part superior

És un àcid gras considerat de cadena llarga (amb 22 àtoms de carboni o més). És pràcticament insoluble en aigua i un compost feblement àcid. Es pot trobar a la sang i en el teixit de la mielina humana. Dins de la cèl·lula se situa principalment en el citoplasma, en la membrana i en el peroxisoma. També es pot trobar a l'espai extracel·lular. Fou descobert el 1963 pels investigadors T.C. Lo Chang i C.C. Sweeley a les glàndules suprarenals de cans, anomenades també glàndules adrenals perquè segreguen l'hormona adrenalina, d'on prové el seu nom comú àcid adrènic.
En humans es metabolitza a partir de l'àcid linoleic, un àcid gras essencial que els animals no poden biosintetitzar i han d'ingerir amb els aliments. El primer pas és portat a terme per l'enzim l'∆6-desaturasa que elimina dos àtoms d'hidrogen de l'àcid linoleic (C18:2n-6) i forma un tercer enllaç doble entre els carbonis 6 i 7, transformant-lo en àcid γ-linolenic (C18:3n-3 o GLA). Aquest és allargat posteriorment amb dos àtoms de carboni més per donar l'àcid dihomo-γ-linolènic (20:3n-6); el qual es desaturat a continuació per l'enzim Δ5-desaturasa incrementant els enllaços dobles conjugats que passen de tres a quatre a l'àcid araquidònic (20:4n-6); que, després, és allargat amb dos carbonis més transformant-se en l'àcid adrènic (22:4n-6).
És un dels àcids grassos més abundants en l'encèfal humà primerenc. Aquest àcid gras no saturat també es metabolitza mitjançant cèl·lules en productes biològicament actius, com les dihomoprostaglandines i els àcids dihomo-epoxyeicosatrienoic (dihomo-EETs). L'àcid adrènic, que és un inhibidor de prostaciclina, sembla un agent protrombòtic potencial.